# Chausey
Chausey è un arcipelago formato da piccole isole e scogli al largo della costa della Normandia, nel canale de La Manica. Si trova a 17 km da Granville, nel dipartimento della manica in Normandia. Sebbene dal punto di vista geografico Chausey appartenga al gruppo delle Isole del Canale, viene raramente menzionata perché, al contrario delle altre, non appartiene alla corona inglese, bensì alla Francia.
L'arcipelago si trova in un rettangolo di circa 6,5 km di larghezza e 12 km di lunghezza composto da circa 52 isole. L'isola principale è la sola abitata stabilmente da una popolazione di circa 30 persone. L'arcipelago è caratterizzato da un differenziale di marea rilevante di circa 14 metri. La qualità del granito delle isole era talmente rinomata che fino al XIX secolo vi erano 500 cave. Oggi l'arcipelago è diventato una zona di villeggiatura e trekking esclusiva.

## Geografia fisica

### Territorio
L'arcipelago di Chausey è costituito da un'isola principale, la Grande-Île, che è certamente quella che ha dato il nome all'arcipelago (il termine precedente era Calsoi basato sul germanico augia « isola ») che misura all'incirca 1.5 km su 0.5 km a causa delle sue dimensioni estese (circa 45 ettari), e di 365 isolotti con la bassa marea contro circa 52 con l'alta marea.
Da circa una dozzina di ettari di terre emerse con l'alta marea, l'arcipelago passa a circa 2000 ettari di battigia con la marea bassa in un rettangolo di circa 6,5 km di larghezza e 12 di lunghezza. La Grande Île non è chiamata così per distinguerla dalle altre dell'arcipelago, ma è usato alternativamente per indicare l'isola principale (l'unica abitata) o l'intero arcipelago.
L'isola è formata da granito precambriano sottoposto a fenomeno erosivo dal mare e dal vento. Distese di sabbia sono presenti in diverse parti dell'isola principale. Le maree sono le più forti d'Europa (fino a 14 metri durante le maree equinoziali). Tutte le barche devono perciò essere ben ancorate.

#### Isole principali
L'arcipelago comprende le seguenti isole:
- Grande île: 45 ettari
- La Genétaie: 1,82 ettari
- La Meule: 1,38 ettari
- La Houllée: 0,86 ettari
- L'île aux Oiseaux: 0,62 ettari
- Grand Epail: 0,29 ettari

### Clima
L'isola così come le isole del Canale ha un clima temperato oceanico in quanto mitigato dalla corrente del Golfo. Il meteo è pertanto piovoso con numerose precipitazioni unite che vanno a combinarsi con un'estrema variabilità del livello di marea che fa emergere intere porzioni di territorio.

## Storia

### Il Medioevo
Nel 933, il Duca di Normandia conquistò le Isole del Canale incluse Chausey, Minquiers e Ecrehos. Nel 1022, Riccardo II, duca di Normandia, diede Chausey e il baronato di Saint-Pair-sur-Mer ai monaci benedettini di Saint-Michel, i quali costruirono un monastero nella zona di Grande île.
Le isole furono assoggettate al Regno Unito a seguito della conquista dell'Inghilterra da parte di Guglielmo il Conquistatore, Duca di Normandia, nel 1066. Tuttavia nel 1202 in un conflitto con il Re Giovanni d'Inghilterra, Filippo Augusto di Francia, rivendicando diritti feudali sulla Normandia, convocò il re affinché dimostrasse i propri diritti o cedesse tutte le terre normanne che deteneva al Regno di Francia. Giovanni si rifiutò di comparire, e nel 1204 Filippo Augusto occupò le terre continentali del ducato di Normandia, ma fallì l'occupazione delle isole del Canale. Il Trattato di Parigi del 1259 confermò la perdita della Normandia ma anche il possesso "di tutte le isole (se ve ne fossero state) che il re d'Inghilterra riuscisse a possedere" sotto la sovranità del Re di Francia. Tale richiesta di vassallaggio terminò nel 1360 con il Trattato di Calais.

### Età moderna
Chausey fu per molto tempo oggetto di rivalità tra inglesi e francesi. Sebbene il governo inglese abbia sostenuto che fino al 1764 Chausey è appartenuta all'Inghilterra, Chausey, diversamente dalle altre isole, è stata di fatto francese per secoli. È stata amministrata da Jersey fino al 1499, quando fu abbandonata alla Francia per ragioni sconosciute. Lo storico del Jersey Alec Podger ha suggerito che fu troppo costoso in termini di denaro e manodopera mantenerne il controllo, e poiché l'isola non era sulle vie commerciali venne deciso che i benefici non coprivano i costi. Per molto tempo divenne una base di pirati e luogo di affari illeciti.
La Fortezza di Matignon fu costruita nella metà del Sedicesimo secolo; si trattava di un forte quadrangolare, con una torre circolare, una panetteria, una cantina e una stalla. La fortezza fu allargata nel 1740.

### Età contemporanea
La fortezza è conosciuta con il nome di Château Renault, dopo che l'ingegnere automobilistico Louis Renault l'acquistò e restaurò nel ventesimo secolo. Oggi è proprietà privata di una famiglia parigina.
Questa fortezza, tuttavia, non venne ritenuta sufficiente per difendersi da una possibile invasione inglese, e così Napoleone III nel 1859 ordinò la costruzione del forte oggi visibile. Questo fu completato nel 1866, ma cessò di essere un presidio militare nel 1906. In seguito, venne utilizzato per incarcerare 300 prigionieri di guerra tedeschi e austriaci durante la prima guerra mondiale, e fu quindi usato come presidio dai tedeschi nella seconda guerra mondiale dopo l'occupazione tedesca delle isole del Canale. Oggi il forte funge da abitazione per alcuni pescatori.

## Popolazione
Malgrado le dimensioni ridotte la Grande Île di Chausey (45 ettari) ospita decine di abitazioni, abitate soprattutto d'estate. D'inverno solo una decina di esse sono abitate dai Chausiais: pescatori, guardiacoste e imprese che lavorano sull'isola. I guardiani del faro hanno lasciato l'isola nel 2008 a seguito dell'automazione dello stesso.
L’estate, la popolazione aumenta di molto in quanto raggiunge le 200.000 visite nel corso di tutto l'anno, e ciò fa aumentare di molto la densità di persone presenti sull'isola. Sfidando altresì le capacità d'accoglienza dell'isola stessa.

## Un arcipelago da proteggere
La parte sud dell'isola principale appartiene allo stato Francese che l'ha dichiarata Conservatoire du littoral. Lo stato è altresì proprietario di otto ettari. Affitta una parte importante delle case sull'isola.
La gran parte della Grande Île (la parte settentrionale), con 38 ettari su 46, e la totalità degli isolotti (20 ettari) sono privati: i terreni appartengono alla proprietà immobiliare delle isole Chausey fondata nel 1919. Le 3 famiglie che hanno costituito la società immobiliare ne posseggono un terzo senza poter costruire edifici sull'isola in virtù della legge francese.
Infatti Chausey fa parte del programma di preservazione Natura 2000. Il passaggio di turisti sui terreni privati è consentito e gli studi dell'impatto che ciò ha anche sugli isolotti minori è oggetto di studio con l'obiettivo di porre in essere le maggiori forme di tutela ambientale per l'intero arcipelago. Le imbarcazioni tipiche sono i Doris, un'imbarcazione a remi o a motori e i canot chausais, un piccolo battello a vela. Queste imbarcazioni partecipano alle Regate di Chausey che hanno luogo durante due giorni ad agosto, il primo weekend con la bassa marea. Sulla battigia si svolgono dei giochi a cui partecipano adulti e bambini.

## Economia
Attualmente, le attività economiche principali sono il turismo e la pesca: la qualità dell'acqua, continuamente rimescolata dalle forti correnti marine, permette la pesca di: aragoste, gamberetti maggiori, anguille, bar e mulet. L'immensa pianura sommersa dell'arcipelago è altresì sfruttata per l'allevamento di cozze e molluschi, ma questa attività non è realizzata solamente dai pescatori dell'isola. Il turismo è sostenuto dalla presenza di tre attività commerciali: un albergo, un ristorante e una pasticceria; inoltre vi sono degli alloggi nei pressi di locali recuperati presso il porto. Fino al 1989, vi era un'attività agricola sull'isola grazie all'allevamento di mucche, le cui tracce rimaste impresse sono parte del patrimonio locale.

## Infrastrutture e trasporti

### Porti
Il porto, situato sull'isola principale, si chiama Port Marie. È collegata a Granville da un numero di battelli correlato alla stagione: in inverno due a settimana (uno ogni 3,5 giorni), e oltre dieci in estate (uno ogni mezza giornata). Un altro collegamento presente è quello con Saint-Malo, ma unicamente nel periodo estivo.

## Galleria d'immagini

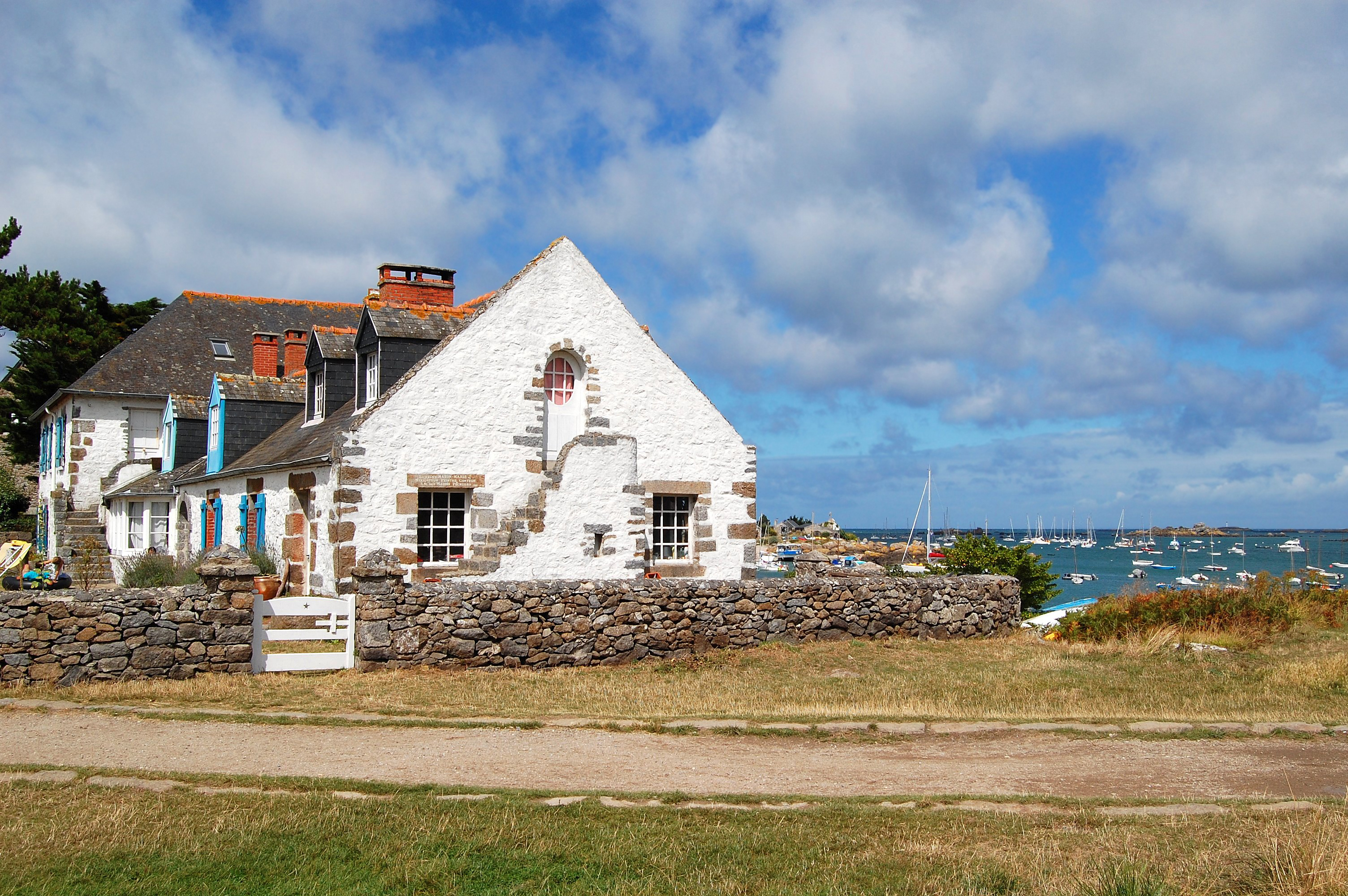
Casa di Marin Marie
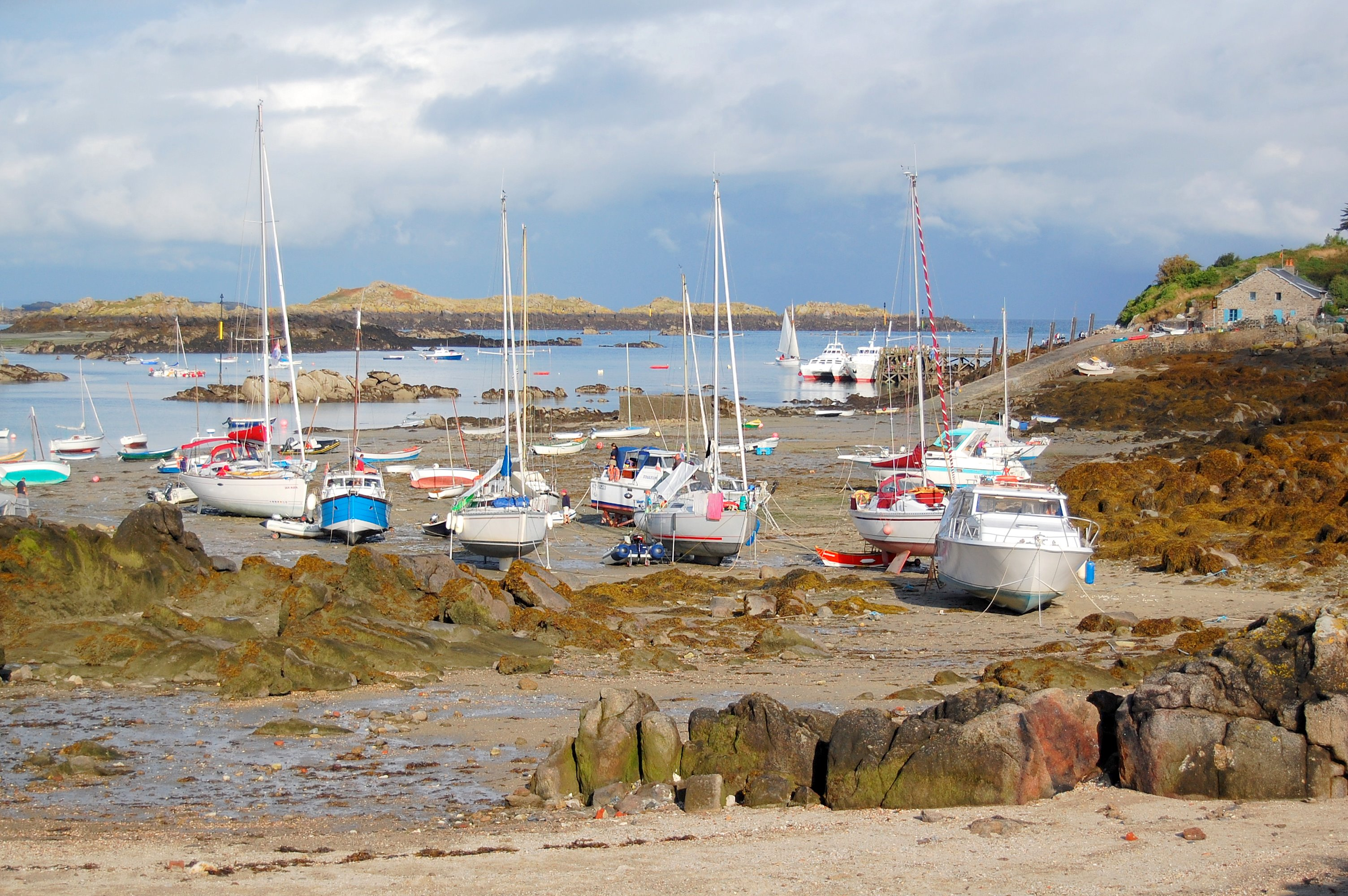
Flotta di barche con la marea bassa
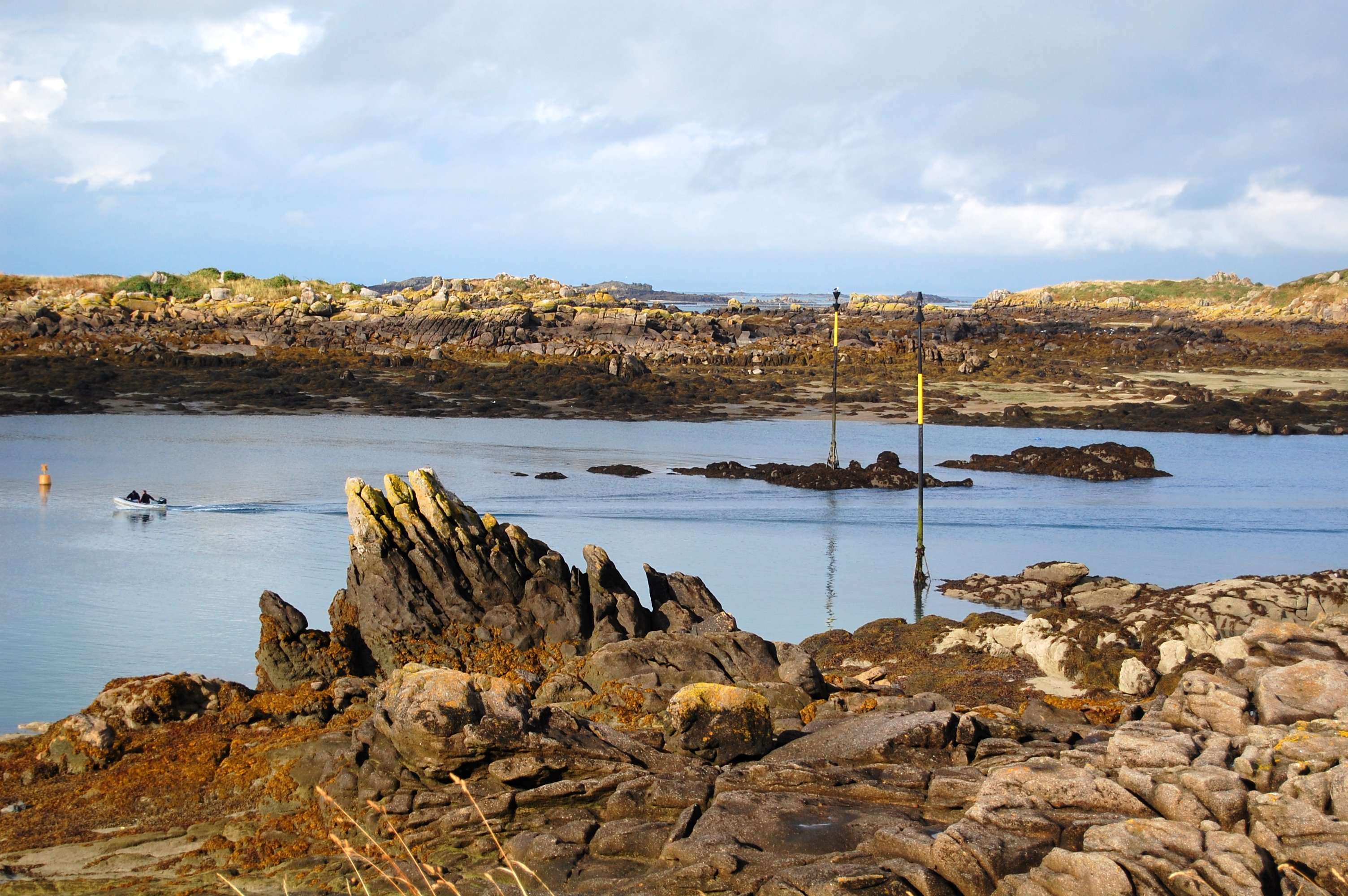
La bassa marea
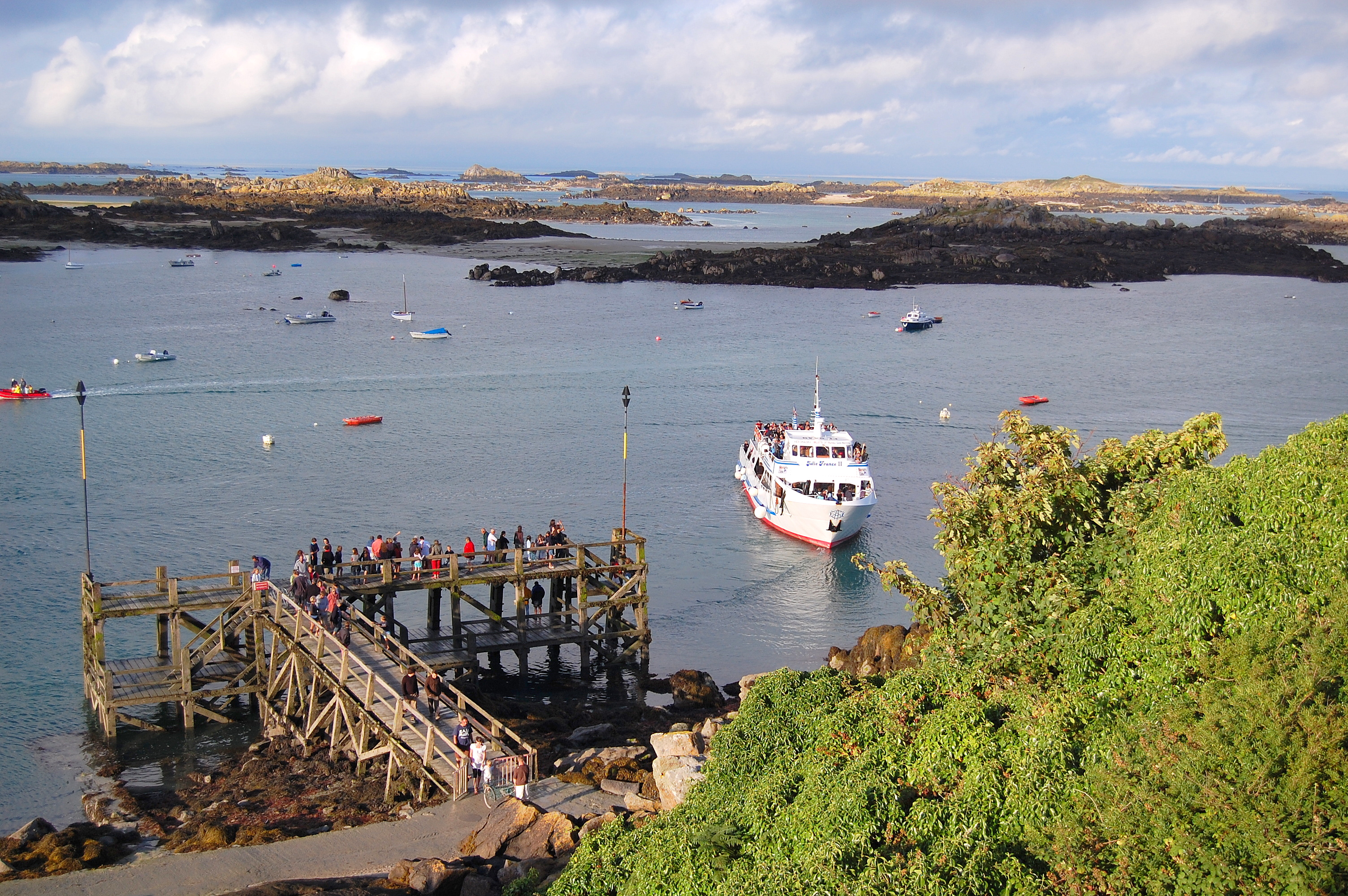
Il battello di Granville
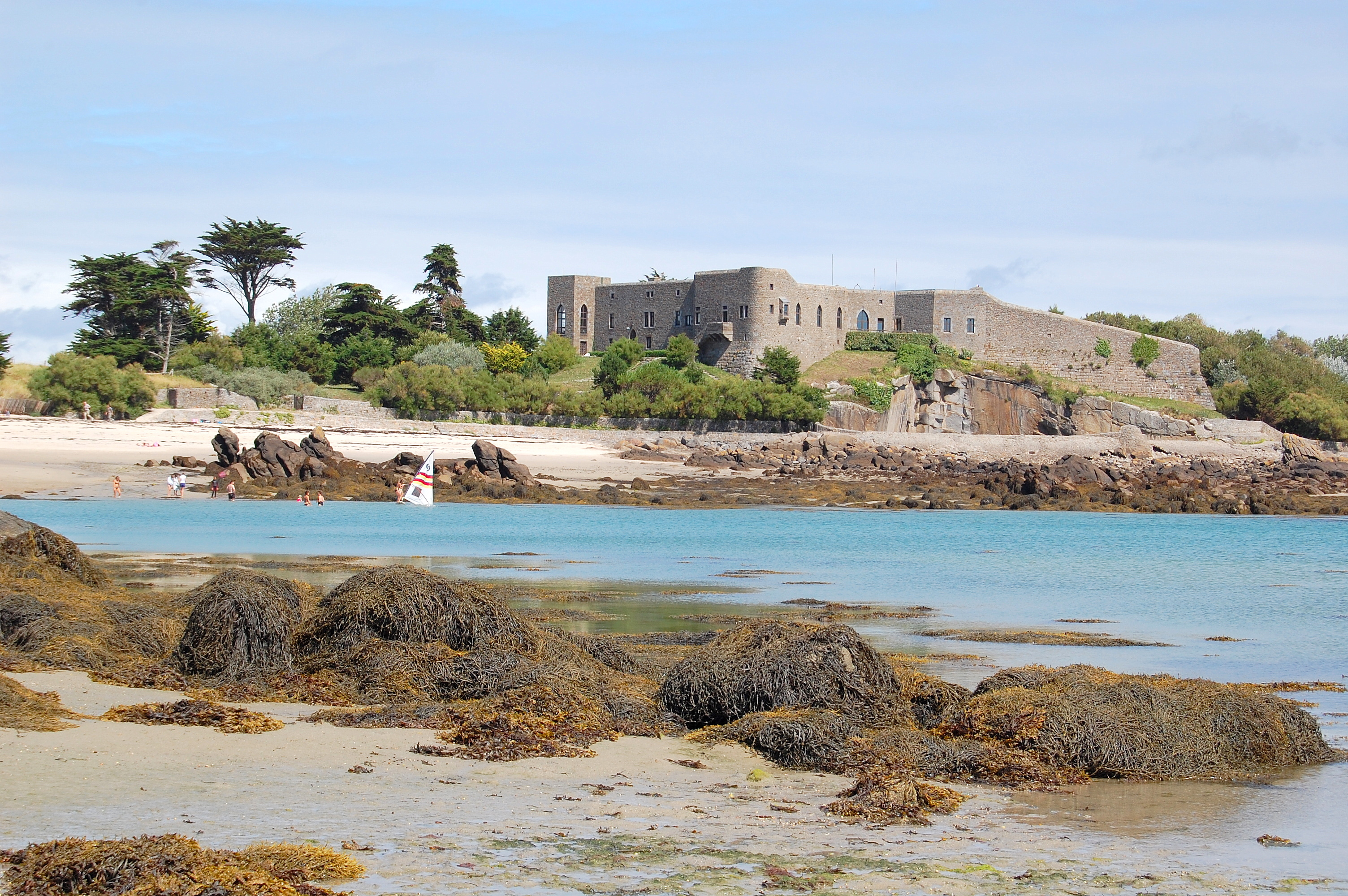
Il castello
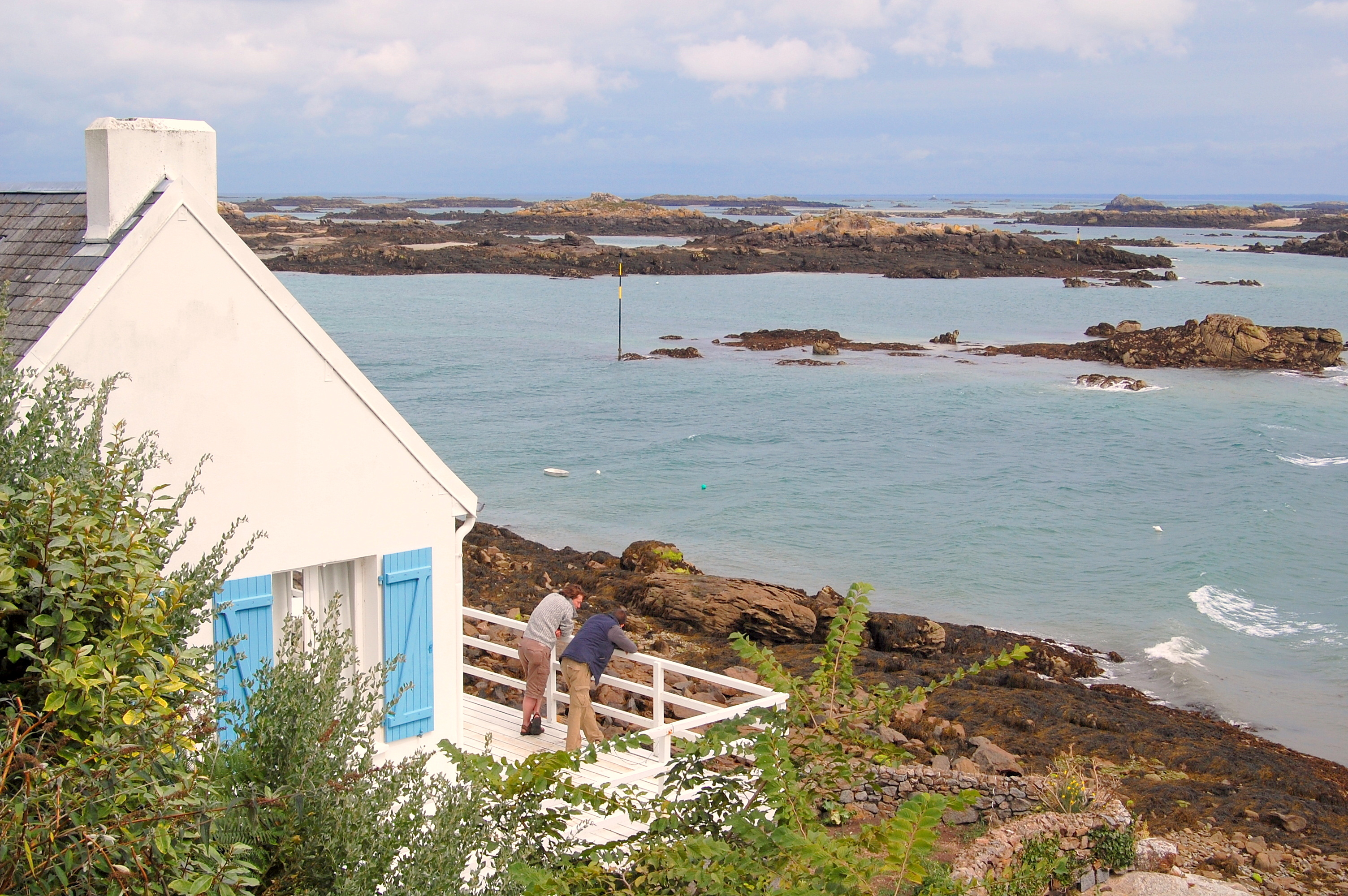
Lo stretto col cattivo tempo
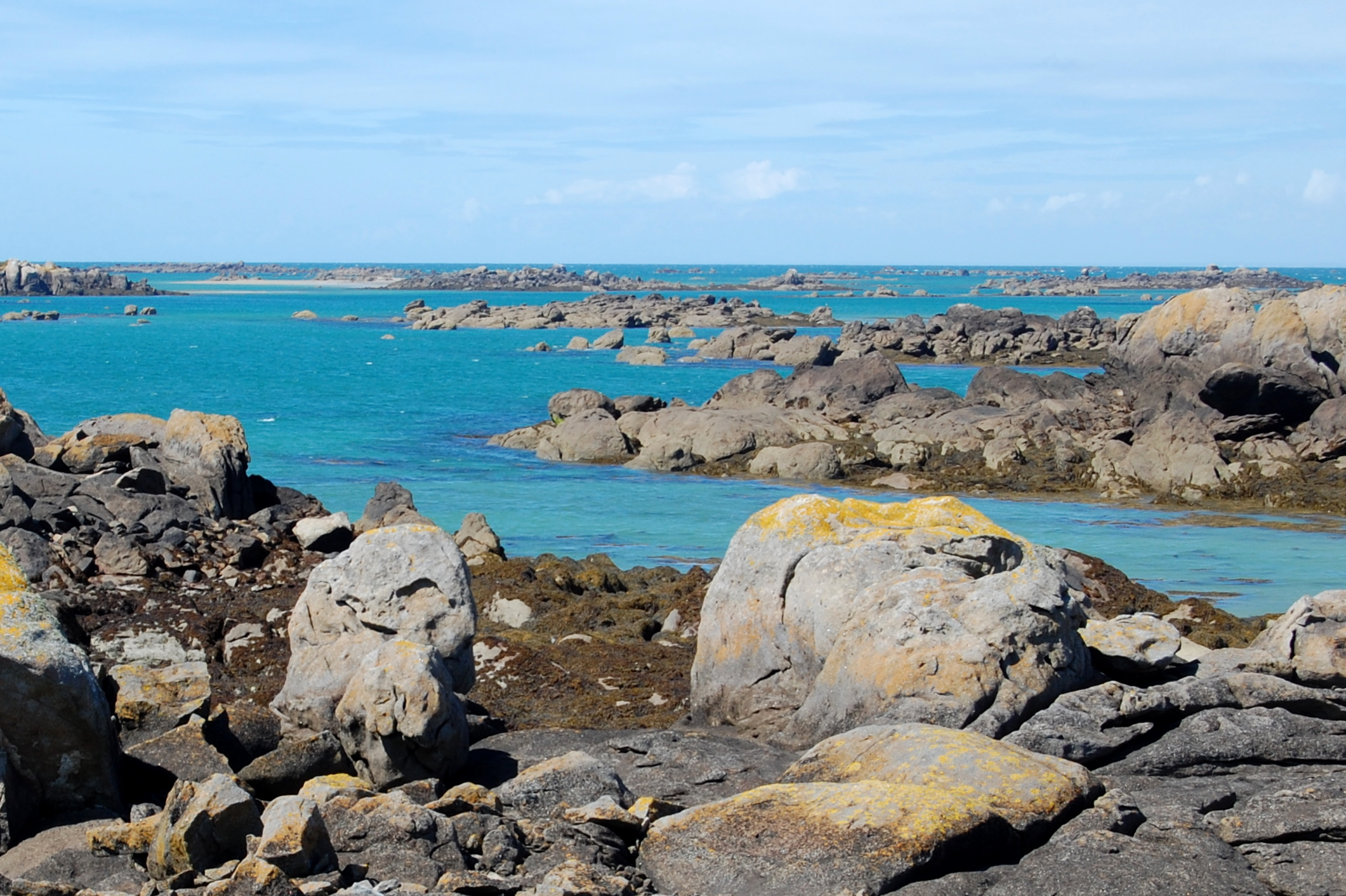
La risacca a nord dell'arcipelago
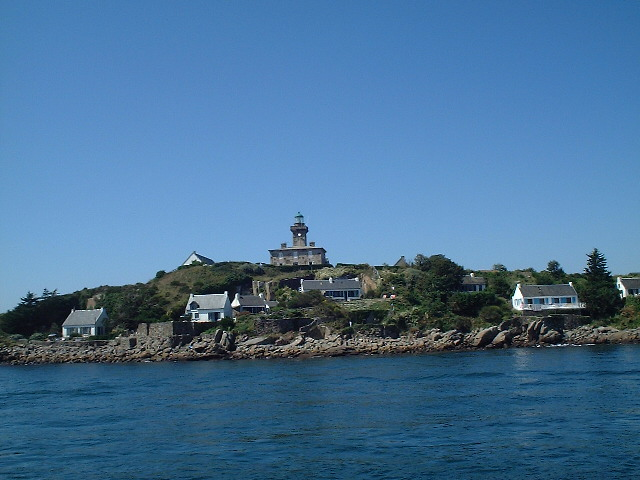
Il faro di Chausey
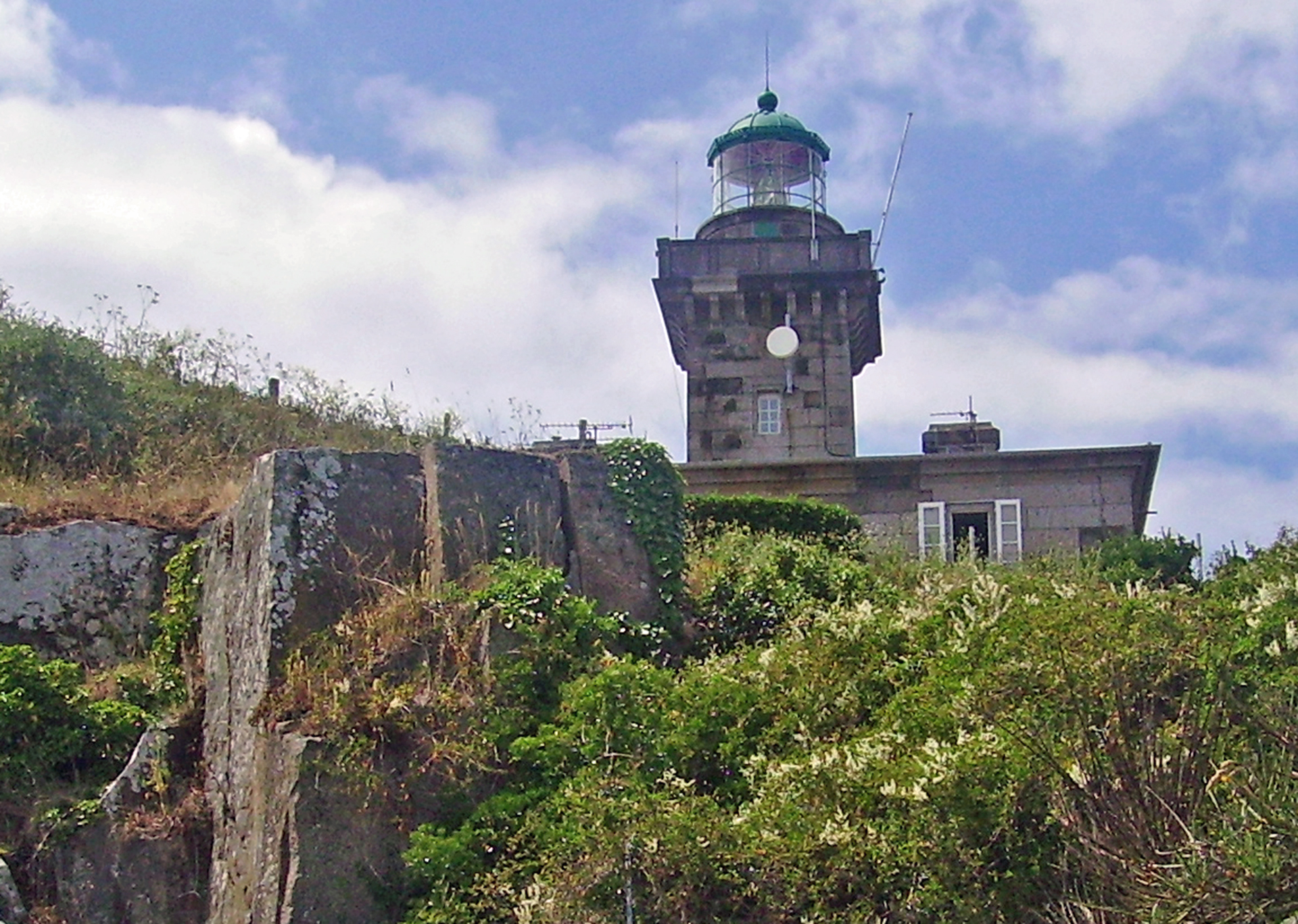
Il faro
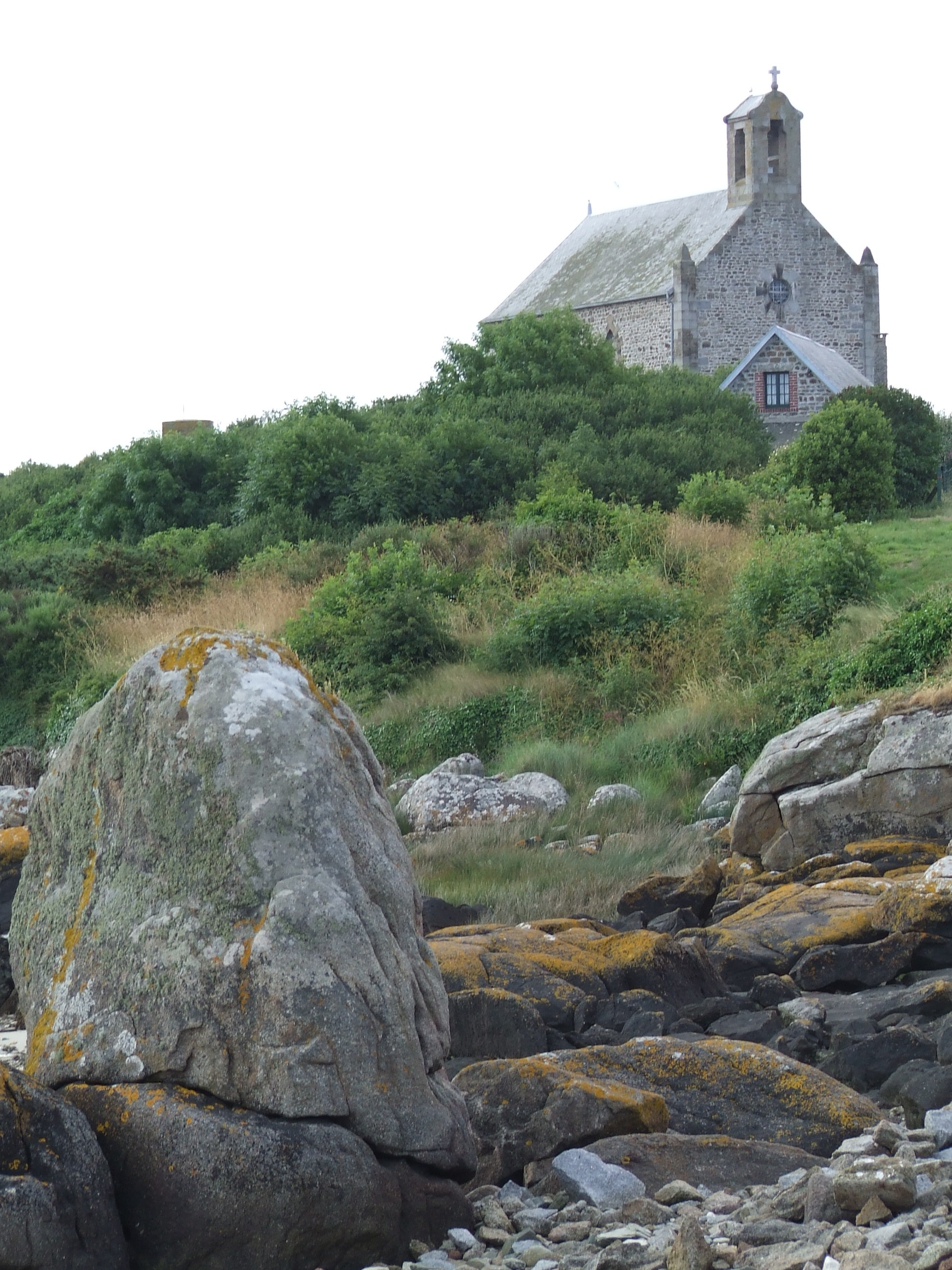
La cappella dell'isola principale
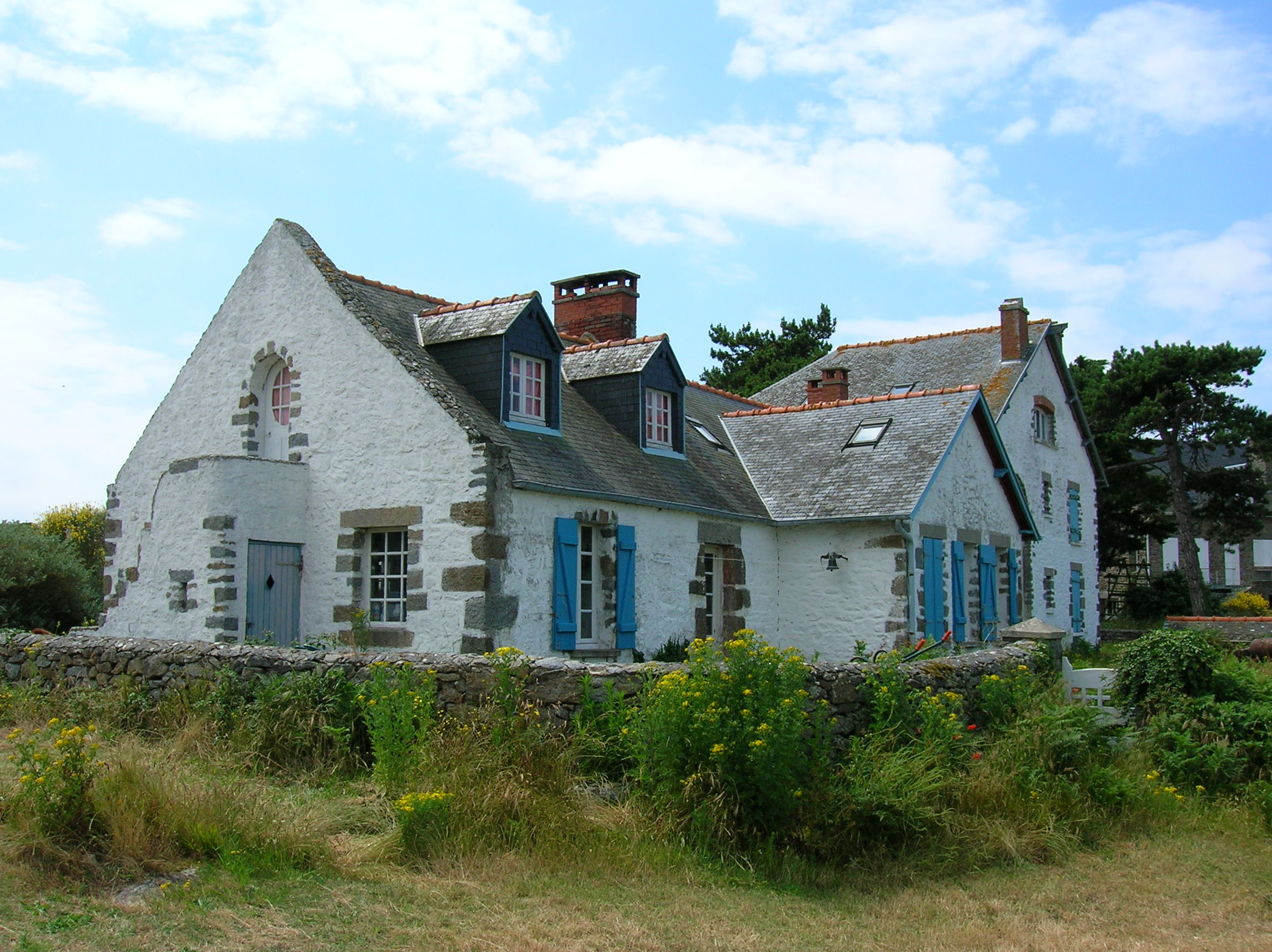
La casa del pittore Marin-Marie su Chausey.
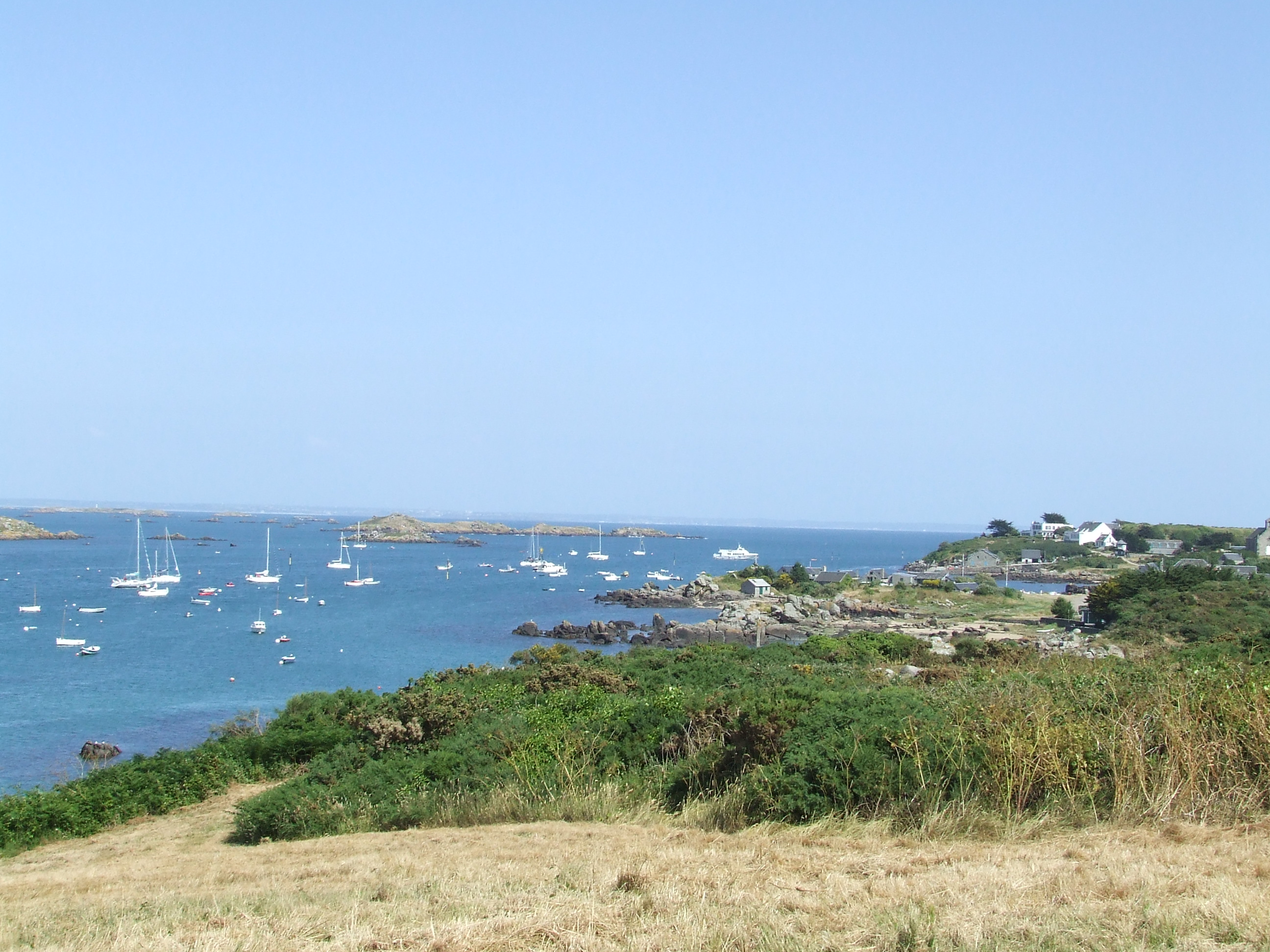
Vista sul porto e sul canale della Manica
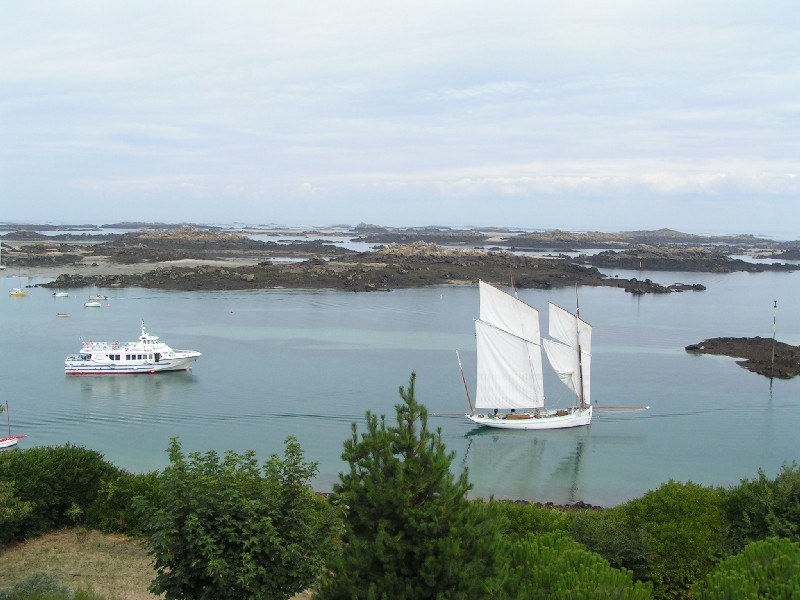
La nave La Granvillaise nello stretto, vista dalla Grande Île